# Футбольный центр
Футбольный центр — футбольная информационно-аналитическая телепрограмма на телеканале «ТВ Центр». Премьера состоялась 16 мая 2011 года. Эфир — по понедельникам ночью, после итогового выпуска «Событий». Последний выпуск прошёл 22 декабря 2014 года, после чего программу закрыли в связи с расформированием спортивной редакции на телеканале «ТВ Центр».

## Концепция
Программа освещала события российского футбола, давала полные результаты матчей очередного тура чемпионата России (4 подробных и 4 кратких сюжета каждых матчей). Обязательной частью передачи были интервью с болельщиками, игроками и тренерами, мнения экспертов, известных личностей и многое другое.
Каждый сюжет о матче начинался с информацией о счёте матча (всего матча и первого тайма), об авторах забитых мячей, о стадионе и количестве зрителей.
В каждом выпуске — не только анализ матчей прошедшего тура российского чемпионата, действий игроков, но и превью к главной встрече, история, бэкграунд. Вопросы покупки игроков, их переходы также затрагивались в программе. Участниками видео-обозрения становились и VIP-гости, являющиеся заядлыми болельщиками. Выдавалась самая разнообразная статистика — к примеру, какой матч был самым посещаемым, а какой — наоборот.
Зрители также имели возможность выбрать самый красивый гол тура, проголосовав за него на сайте «ТВ Центра». В конце каждой программы в рубрике «Кадр недели» авторы в стихотворной форме обыгрывали наиболее интересное событие прошедших семи дней.

## Рубрики
- «VIP-болельщик»
- «Специалист»
- «Лучший гол»
- «Дата»
- «Кадр недели»
- «Где-то на футболе»